# Vaudrecourt
Vaudrecourt is een gemeente in het Franse departement Haute-Marne (regio Grand Est) en telt 34 inwoners (2009). De plaats maakt deel uit van het arrondissement Chaumont.

## Geografie
De oppervlakte van Vaudrecourt bedraagt 2,6 km², de bevolkingsdichtheid is dus 13,1 inwoners per km².
De onderstaande kaart toont de ligging van Vaudrecourt met de belangrijkste infrastructuur en aangrenzende gemeenten.

## Demografie
Onderstaande figuur toont het verloop van het inwonertal (bron: INSEE-tellingen).